# Рай для блондинки
«Рай для блондинки» (англ. Blonde Heaven) — кинофильм.

## Сюжет
Молодая девушка по имени Энджи сообщает своему качковатому бойфренду, что ей до чёртиков надоела размеренная провинциальная жизнь и что она не хочет умереть здесь в полном забвение. Поэтому она поедет покорять своими формами Голливуд. Но, между тем, бросать парня она не собирается, так как любит его. Первым шагом её новой «карьеры» становится некий эскорт-клуб «Рай для блондинок» (а она — блондинка), куда её пригласили в качестве девочки на побегушках и «переспушках» с богатыми клиентами. Несмотря на очевидную аморальность данного заведения, Энджи устраивается туда работать и попадает под влияние хозяйки сего притона, которая, как её помощницы и помощники, оказывается вампиршей. Это смекает парень девушки, который обращается к священнику, и они уже вместе готовятся к решающему сражению с целой ордой вампиров, уже не только скосивших свои клыки в сторону Энджи, но и перекусавших добрую порцию клиентов…